# Pseudocrossocheilus bamaensis
Pseudocrossocheilus bamaensis är en fiskart som först beskrevs av Fang, 1981.  Pseudocrossocheilus bamaensis ingår i släktet Pseudocrossocheilus och familjen karpfiskar. Inga underarter finns listade i Catalogue of Life.